# Bubblegum rock
Bubblegum rock (znany również jako bubblegum pop, rock spod znaku gumy do żucia, muzyka gumy do żucia) – gatunek muzyki rockowej popularny w latach 1967–1972 oraz 1975–1977 (zanim pojawił się punk rock i disco). Muzyka zdobyła popularność głównie wśród nastolatków na całym świecie.

## Historia
Jej początków można szukać w latach 60. w Stanach Zjednoczonych. Gatunek zaczął zanikać od około 1972 r. Dotychczasowi odbiorcy zaczęli słuchać muzyki nowej grupy idoli nastolatek – gwiazd z USA i nowego gatunku glam rock powstałego w Wielkiej Brytanii. 
Muzykę tę grali na początku lat 70. np. David Cassidy, The Osmonds, The Cowsills, The Partridge Family, The Jackson 5 czy The DeFranco Family. Również bubblegum rock początkowo grany był przez glam rockowych artystów (Gary Glitter, Alvin Stardust, T. Rex, Suzi Quatro).
Bubblegum miał odrodzenia i utrzymuje niewielką obecność na listach przebojów (koniec lat 1970) w szczególności poprzez Shaun Cassidy i Leif Garrett. Ostatni wielki akt z lat 70. odbył się dzięki szkockiemu zespołowi Bay City Rollers. W połowie lat 90. styl ten przypomniała niemiecka grupa Sqeezer tworząca muzykę z nurtu eurodance.
Niektóre zespoły, np. Spice Girls czy Take That bazują na bubblegum. Zostały one wprowadzone na rynek dzięki podobnym technikom.

## Cechy gatunku
Do cech piosenek bubblegum rocka możemy zaliczyć: chwytliwe melodie, proste akordy, proste harmonie, powtarzające się riffy. Teksty piosenek często dotyczą romantycznej miłości, ale także o dobrym samopoczuciu i szczęściu. Występują częste odniesienia do słodkiej żywności – cukru, miodu, galaretki i marmolady.